# Tour de France für Automobile 1981
Die Tour de France für Automobile 1981 wurde als Etappenrennen für Automobile vom 13. bis 20. September in Frankreich ausgetragen.
Mit der Tour Auto 1981 übernahm die französische Sportzeitung L’Équipe die Organisation des Rennens. Ab 1981 zählte das Rennen, neben der französischen Rallye-Meisterschaft, auch zur Rallye-Europameisterschaft. Die Tour gewann Jean-Claude Andruet auf einem Ferrari 308. Es war der erste Ferrari-Sieg bei dieser Veranstaltung seit 1972. 

## Die ersten sechs der Gesamtwertung
| Pl. | Fahrer              | Copilot           | Fahrzeug       |
| --- | ------------------- | ----------------- | -------------- |
| 1   | Jean-Claude Andruet | Chantal Bouchetal | Ferrari 308    |
| 2   | Bernard Darniche    | Alain Mahé        | Lancia Stratos |
| 3   | Bernard Béguin      | Buchet            | Porsche 911 SC |
| 4   | Francis Vincent     | Willy Huret       | Porsche 911 SC |
| 5   | Jean-Pierre Ballet  | Alain Florès      | Porsche 911 SC |
| 6   | Jacques Panciatici  | Patrick Thinnes   | VW Golf        |

## Klassensieger
| Klasse   | Fahrer              | Copilot           | Fahrzeug       | Platzierung im Gesamtklassement |
| -------- | ------------------- | ----------------- | -------------- | ------------------------------- |
| Gruppe 4 | Jean-Claude Andruet | Chantal Bouchetal | Ferrari 308    | Gesamtsieg                      |
| Gruppe 3 | Jean-Pierre Ballet  | Alain Florès      | Porsche 911 SC | Rang 5                          |
| Gruppe 2 | Jacques Panciatici  | Patrick Thinnes   | VW Golf        | Rang 6                          |
| Gruppe 1 | Francis Bondil      | Alain Brunel      | VW Golf        | Rang 11                         |